# René Rizzardo
Pour les articles homonymes, voir Rizzardo.
René Rizzardo, né le 24 mars 1942 à Varces-Allières-et-Risset, mort le 6 avril 2010 à La Tronche, est un homme politique français.

## Biographie
Ancien papetier,, il a intégré le conseil municipal de Varces-Allières-et-Risset à 20 ans. 
Militant à Peuple et culture, il est un des élus à la mairie de Grenoble sur la liste menée par le socialiste Hubert Dubedout en 1965. La nouvelle municipalité mène une politique de développement local pionnière, basée sur la démocratie participative, la rénovation urbaine et un renouveau culturel et il devient en 1977 adjoint à la culture menant le déploiement de l'offre culturelle de la ville. 
Il quitte ses fonctions à la victoire du RPR Alain Carignon en 1983. Fort de l'expérience grenobloise, il est ensuite expert auprès du ministère de la Culture jusqu'en 1989, et du Conseil de l'Europe. Il conseille également plusieurs municipalités dans leurs politiques culturelles.
Avec le soutien de la ville de Grenoble et d'Augustin Girard, directeur du département des études et de la prospective du ministère de la Culture, il fonde l'Observatoire des politiques culturelles en 1988, dont l'objet est l'étude, la formation des acteurs et l'évaluation des politiques culturelles, et le dirige jusqu'en 2002. 
Le ministre de la Culture et de la Communication le charge de la mission nationale sur les protocoles de décentralisation culturelle de 2001 à 2002, et intègre à cette date le Comité d'histoire du ministère de la Culture et des institutions culturelles. Il a notamment publié, avec l'historien Philippe Poirrier, un ouvrage de synthèse, véritable testament politique : Une ambition partagée ? La coopération entre le ministère de la Culture et les collectivités territoriales, 1959-2009 (Comité d'histoire, La Documentation française, 2009).

## Publications
- René Rizzardo et l'invention de l'Observatoire des politiques culturelles, 1988-2002 , Pierre Moulinier, Comité d'histoire du Ministère de la Culture / Observatoire des politiques culturelles, 2011, 95 p. Lire l'ouvrage dans son intégralité sur le site du Comité d'histoire du ministère de la Culture et de la Communication